# Ryan Nugent-Hopkins
Ryan Jeremy Noel Nugent-Hopkins (* 12. dubna 1993 Burnaby, Britská Kolumbie) je kanadský hokejista hrající za tým Edmonton Oilers v severoamerické NHL na postu centra. Je prvním draftovaným hráčem roku 2011. V letech 2008–2011 odehrál tři sezóny v týmu Red Deer Rebels juniorské soutěže WHL. Právě v Edmontnu prožívá nejlepší kariéru v NHL a v právě zde je považován za nástupce slavného kanadského útočníka Waynea Gretzkyho, pro své velké nadání pro hokej. Byl už dvakrát vyhlášen nejlepším nováčkem měsíce a to v říjnu a listopadu.

## Ocenění a úspěchy
- 2010 CHL – All-Rookie Tým
- 2010 WHL – Jim Piggott Memorial Trophy
- 2011 CHL – Top Draft Prospect Award
- 2011 CHL – Top Prospects Game
- 2011 WHL – První All-Star Tým
- 2011 WHL – Nejlepší nahrávač
- 2011 MIH – Nejlepší střelec
- 2012 NHL – All-Rookie Team
- 2012 NHL – Nováček října  a listopadu 2012
- 2013 MSJ – All-Star Tým
- 2013 MSJ – Nejlepší útočník
- 2013 MSJ – Nejlepší nahrávač
- 2013 MSJ – Nejproduktivnější hráč
- 2013 MSJ – Top tří nejlepších hráčů v týmu
- 2015 NHL – All-Star Game
- 2018 MS – Top tří nejlepších hráčů v týmu

## Prvenství
- Debut v NHL – 9. října 2011 (Edmonton Oilers proti Pittsburgh Penguins)
- První gól v NHL – 9. října 2011 (Edmonton Oilers proti Pittsburgh Penguins, americkému brankáři brankáři Brent Johnson)
- První asistence v NHL – 17. října 2011 (Edmonton Oilers proti Nashville Predators)
- První hattrick v NHL – 15. října 2011 (Edmonton Oilers proti Vancouver Canucks)

## Klubová statistika
| Sezóna       | Klub                 | Soutěž       |     | Základní část | Základní část | Základní část | Základní část | Základní část |    | Play off | Play off | Play off | Play off | Play off |
| Sezóna       | Klub                 | Soutěž       | Z   | G             | A             | B             | TM            | Z             | G  | A        | B        | TM       |          |          |
| 2008–09      | Red Deer Rebels      | WHL          | 5   | 2             | 4             | 6             | 0             | —             | —  | —        | —        | —        |          |          |
| 2009–10      | Red Deer Rebels      | WHL          | 67  | 24            | 41            | 65            | 28            | 4             | 0  | 2        | 2        | 0        |          |          |
| 2010–11      | Red Deer Rebels      | WHL          | 69  | 31            | 75            | 106           | 51            | 9             | 4  | 7        | 11       | 6        |          |          |
| 2011–12      | Edmonton Oilers      | NHL          | 62  | 18            | 34            | 52            | 16            | —             | —  | —        | —        | —        |          |          |
| 2012–13      | Oklahoma City Barons | AHL          | 19  | 8             | 12            | 20            | 6             | —             | —  | —        | —        | —        |          |          |
| 2012–13      | Edmonton Oilers      | NHL          | 40  | 4             | 20            | 24            | 8             | —             | —  | —        | —        | —        |          |          |
| 2013–14      | Edmonton Oilers      | NHL          | 80  | 19            | 37            | 56            | 26            | —             | —  | —        | —        | —        |          |          |
| 2014–15      | Edmonton Oilers      | NHL          | 76  | 24            | 32            | 56            | 25            | —             | —  | —        | —        | —        |          |          |
| 2015–16      | Edmonton Oilers      | NHL          | 55  | 12            | 22            | 34            | 18            | —             | —  | —        | —        | —        |          |          |
| 2016–17      | Edmonton Oilers      | NHL          | 82  | 18            | 25            | 43            | 29            | 13            | 0  | 4        | 4        | 2        |          |          |
| 2017–18      | Edmonton Oilers      | NHL          | 62  | 24            | 24            | 48            | 20            | —             | —  | —        | —        | —        |          |          |
| 2018–19      | Edmonton Oilers      | NHL          | 82  | 28            | 41            | 69            | 26            | —             | —  | —        | —        | —        |          |          |
| 2019–20      | Edmonton Oilers      | NHL          | 65  | 22            | 39            | 61            | 33            | 4             | 2  | 6        | 8        | 0        |          |          |
| 2020–21      | Edmonton Oilers      | NHL          | 52  | 16            | 19            | 35            | 22            | 4             | 1  | 1        | 2        | 0        |          |          |
| 2021–22      | Edmonton Oilers      | NHL          | 63  | 11            | 39            | 50            | 16            | 16            | 6  | 8        | 14       | 14       |          |          |
| 2022–23      | Edmonton Oilers      | NHL          | 82  | 37            | 67            | 104           | 35            | 12            | 1  | 10       | 11       | 4        |          |          |
| 2023–24      | Edmonton Oilers      | NHL          | 80  | 18            | 49            | 67            | 36            | 25            | 7  | 15       | 22       | 8        |          |          |
| Celkem v NHL | Celkem v NHL         | Celkem v NHL | 881 | 251           | 448           | 699           | 310           | 74            | 17 | 44       | 61       | 28       |          |          |

## Reprezentace
| Rok                       | Tým                           | Soutěž                    | Z  | G  | A  | B  | TM |
| ------------------------- | ----------------------------- | ------------------------- | -- | -- | -- | -- | -- |
| 2010                      | Kanada 18                     | MIH-18                    | 5  | 5  | 2  | 7  | 6  |
| 2012                      | Kanada                        | MS                        | 8  | 4  | 2  | 6  | 4  |
| 2013                      | Kanada 20                     | MSJ                       | 6  | 4  | 11 | 15 | 4  |
| 2016                      | Tým Severní Ameriky do 23 let | SP                        | 3  | 1  | 2  | 3  | 2  |
| 2018                      | Kanada                        | MS                        | 10 | 5  | 3  | 8  | 2  |
| Juniorská kariéra celkově | Juniorská kariéra celkově     | Juniorská kariéra celkově | 11 | 9  | 13 | 22 | 10 |
| Seniorská kariéra celkově | Seniorská kariéra celkově     | Seniorská kariéra celkově | 21 | 10 | 7  | 17 | 8  |